# تصنيف ايفانز
تصنيف ايفانز هو نظام لتصنيف كسر الورك بين المدورين بالأعتماد على نمط كسر عظم الفخذ الداني .

## التصنيف
| النوع | النوع | الوصف                          |
| ----- | ----- | ------------------------------ |
| I     | أ     | جزئين غير مزاحة                |
| I     | ب     | جزئين مزاحة                    |
| II    | أ     | كسر ثلاثي مع فصل المدور الكبير |
| II    | ب     | كسر ثلاثي مع فصل المدور الصغير |
| III   | III   | كسر رباعي                      |